# Буш, Андреас Каспар Фридрих
Андреас Каспар Фридрих Буш (нем. Andreas Kaspar Friedrich Busch; 24 апреля 1798, Глюкштадт, Гольштейн-Глюкштадт — 17 августа 1877, Швеция) — немецкий богослов, филолог, историк церкви и педагог; доктор философии, профессор Императорского Дерптского университета; действительный статский советник.

## Биография
Фридрих Буш родился 12(24) апреля 1798 года в городе Глюкштадте в семье секретаря правительства, а позднее старшего судьи Пауля Кристиана Буша и его жены Маргареты Софии Йоханны (урожденной Мёллер); успешно окончил среднюю школу в родном городе.

Флаг «Urburschenschaft»

Поступив в 1817 году в Йенский университет, Буш преимущественно занимался изучением классической филологии, восточных языков и философии. В 1819 году он перешел в Гёттингенский университет, где и получил степень доктора философии. С 1820 по 1822 год Буш продолжал образование в Кильском университете у Клауса Хармса, затем в Берлинском университете посвятил себя изучению истории христианства под началом Августа Неандера и Августа Толука.
В студенческий годы Буш стал членом братства «Urburschenschaft», которое преследовало идею упразднения региональных студенческих объединений в университетах и объединения всех студентов в одно «общее братство».
В 1824 году Буш был приглашён ординарным профессором церковной истории в Императорский Дерптский университет. В 1828–1829, 1834, 1836, 1839–1840 и 1842–1845 годах он занимал  в Дерпте должность декана.
В 1826 году в Берлине он женился на Фанни Амалии Шмальц (умерла в 1846).
С 1832 по 1840 год Ф. Буш издавал в Дерпте журнал «Dorpatsche Evangelishe Blätter».
По выслуге лет Буш вышел в отставку в 1849 году и поселился в Копенгагене, где занимался литературными работами;  том же году в Аддафере он повторно женился на Матильде Юлиане Лейкфельд (ум. 1877) и стал почётным профессором, но продолжал читать отдельные лекции и в 1850 году.
Андреас Каспар Фридрих Буш умер 17 августа 1877 года в Швеции.
Его заслуги были отмечены орденом святого Владимира IV степени (1846).